# Lasocice (stacja kolejowa)
Lasocice – stacja kolejowa w Lasocicach w województwie wielkopolskim, powiecie leszczyńskim, w gminie Święciechowa.

## Historia
W okresie międzywojennym stacja graniczna z Niemcami po polskiej stronie.

## Ruch pasażerski[1]
| Rok  | Wymiana pasażerska na dobę |
| ---- | -------------------------- |
| 2019 | 0-9                        |
| 2020 | 20-49                      |
| 2021 | 20-49                      |
| 2022 | 20-49                      |
| 2023 | 20-49                      |